# Колосникова решітка
Колосникова решітка, також колосникові ґрати, діал. рушта — конструктивний елемент гарнітури топки, що являє собою чавунну решітку, яка служить для підтримки шару твердого палива. Колосникові решітки застосовують у промислових топках різноманітних конструкцій, у побутових опалювальних приладах.

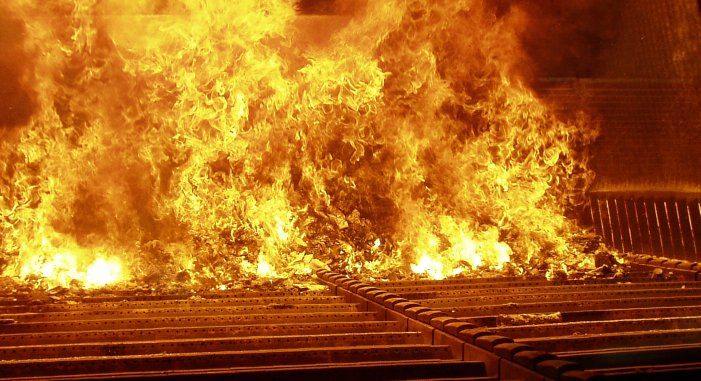
Горіння твердого палива на колосниковій решітці.

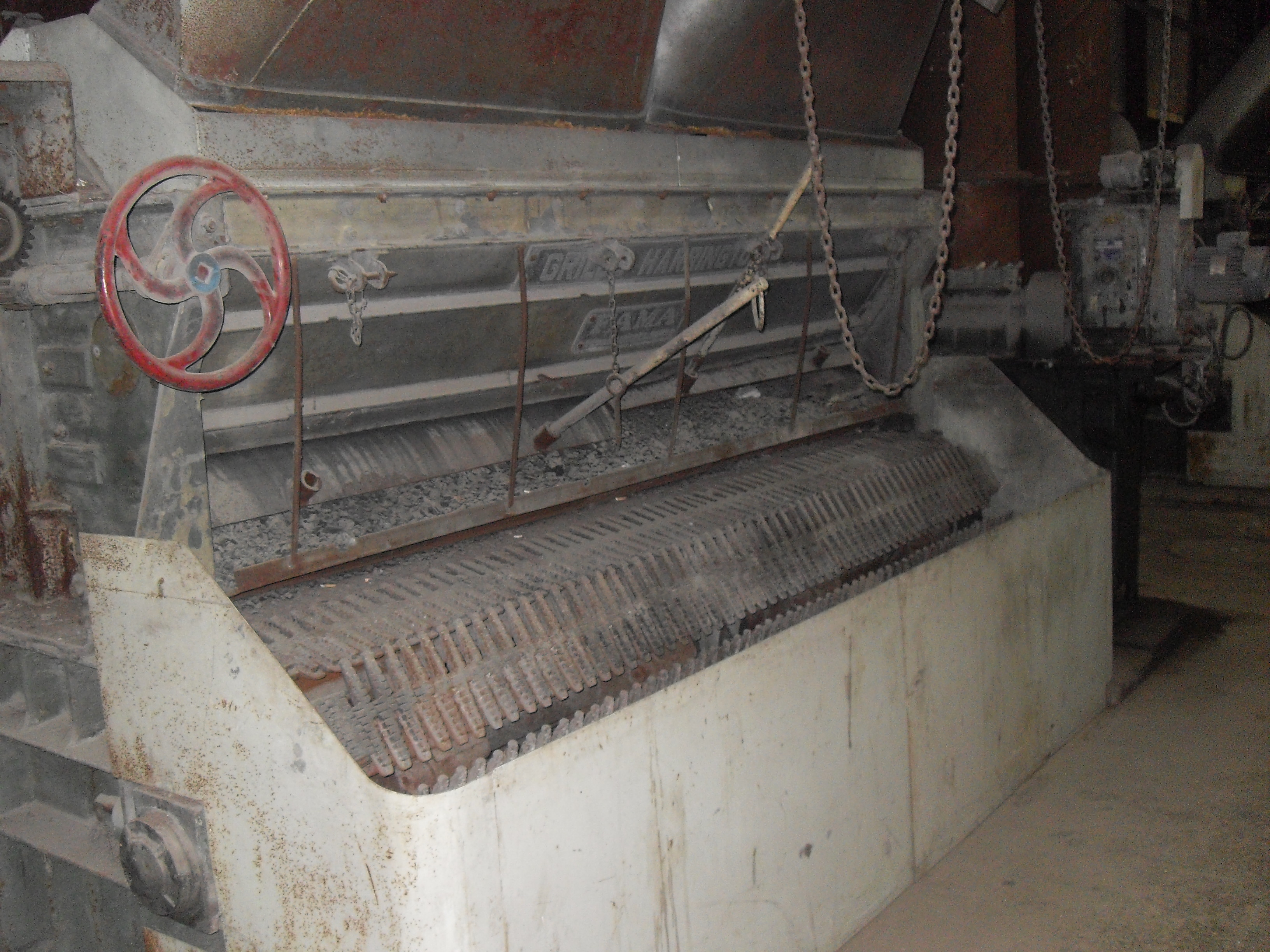
Ланцюгова решітка вугільного котла.

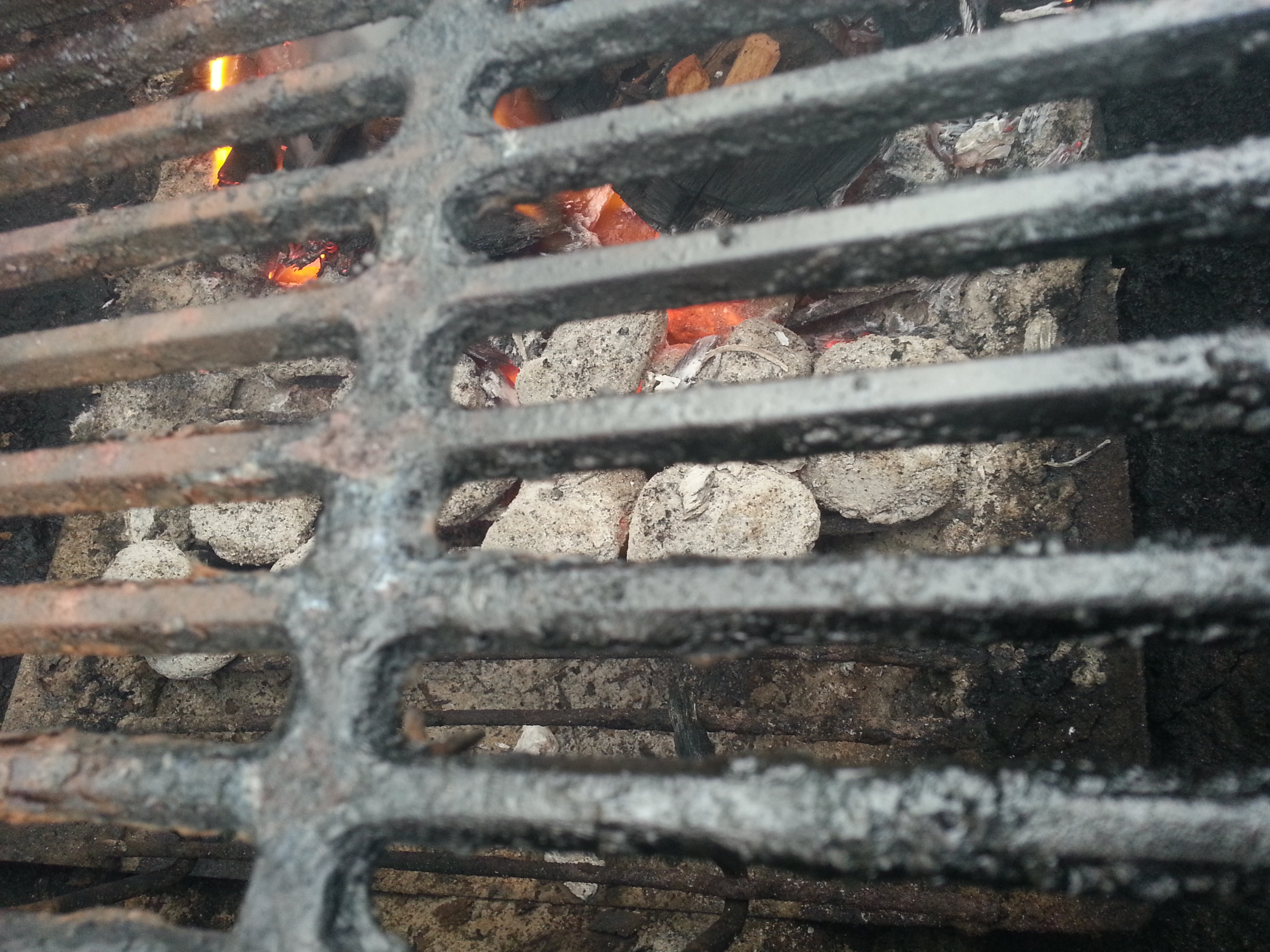
Колосникові ґрати

Колосникова решітка має отвори або щілини, через які, зокрема, під неї сиплеться зола. Для топок великих розмірів колосникові ґрати робляться з окремих елементів — колосників. У дров'яних металевих печах колосник часто не має сенсу застосовувати.

## В енергетичних та опалювальних котлах
Колосникова решітка є в більшості шарових топок. Якщо дуття нижнє, крізь неї надходить повітря на горіння, якщо верхнє, через неї видаляються продукти згоряння і недогорілі складові палива (дим, зола виносу). При верхньому дутті колосникові решітки можуть набиратися з труб, охолоджуваних зсередини, це збільшує термін служби металу й дає додаткову високоефективну поверхню теплообміну. У піролізних котлах замість колосникових решіток може бути вузьке сопло для газів, що утримує тепло в камері завантаження. У котлах верхнього горіння колосника немає, повітря проходить тільки у верхній частині шару палива по горизонталі.
У деяких котлах середньої потужності (продуктивністю до 10 кг/с пари) решітка робиться рухомою. Ланцюгова решітка — це полотно з фасонних колосників, з'єднаних ланцюгами, які приводяться в рух зірочками. Основний недолік таких решіток — підвищені втрати теплоти від неповноти згоряння палива.

## Колосникові решітки паровозів
Колосникові решітки паровозів мають прямокутну форму і збираються з окремих елементів. При проектуванні їхню площу розраховують виходячи з типу палива, на якому буде працювати паровоз. З радянських паровозів найбільші колосникові ґрати були в паровоза АА20-01 — площа його колосникових решіток становила 12 м². У американських паровозів площа колосникових решіток могла досягати 17 м².

## На хатніх печах
Колосникова решітка, діал. ру́шта (через пол. ruszta від нім. Rost) — жаротривка решітка в печах, камінах та інших опалювальних приладах, що слугують перегородкою між верхньою паливною камерою і нижньою — попільником, в який осипається попіл. Через цю решітку до вогню, як правило, поступає повітря.
Рушта виливаються, переважно, з чавуну як суцільні, так і окремими брусками. Для їх виготовлення також використовують кераміку, нержавіючу або звичайну сталь тощо. У печах ці решітки встановлюють таким чином, щоби щілини були направлені вздовж руху гарячих газів, при цьому віддалений від дверцят край піднімається на висоту 25-30 мм. Кладуть решітку нижче рівня черіні на одну цегляну кладку. Для запобігання руйнування кладки внаслідок різного коефіцієнту розширення від високої температури, між бічною цеглою і металом роблять проміжок не менше, ніж 5 мм. У деяких твердопаливних котлах використовують рушта, зварені з металевих труб, якими циркулює вода. У камінах часто використовують ковані рушта, виготовлені у вигляді скриньки.
Не лише у споруджених для випічки печах з арковим склепінням, де нема руштів, але й у кухонних варних плитах, по вигорянню дров, українці теж зрідка випікають хліб: «пекти на руштах», «садити тісто на рушта»[джерело?].